# محمد قلي قطبشاه
السُّلْطَانُ صَاحِبُ الدِّيْوَانِ مُحَمَّد قُلِي قُطبشَاه بْنُ إِبْرَاهِيْم قُلِي قُطبشَاه وَلِي بْنِ سُلْطَانقُلِي قُطبُ المُلْكِ القَرَاقُويُونْلَوِيّ (بالفارسيَّة: سُلطان صاحب‌الدیوان مُحمَّدقُلی قُطب‌شَاه بن ابراهیم‌قُلی قُطب‌شَاه وَلی بن سُلطان‌قُلی قُطب‌المُلک قراقویونلوی، وبالأرديَّة: السُلطان صاحب‌الدیوان مُحمَّد قُلی قُطب شَاه بن ابراہیم قُلی قُطب شَاہ وَلی بن سُلطان قُلی قُطب المُلک القراقویونلوی، وبالتيلوغويَّة: ముహమ్మద్ కులీ కుతుబ్ షా) (988هـ - 1020هـ المُوافق فيه 4 نيسان (أبريل) 1565م - 11 كانون الثَّاني (يناير) 1612م) الشهير اختصارًا بِـ«محمد قلي قطبشاه»، خامس سلاطين گُلكُندة من السُّلالة القُطبشاهيَّة التي حكمت في الديار الهنديَّة لِما يُقارب مائتي سنة. وقد حكم بلاد آبائه مِن سنة 972هـ المُوافقة لِسنة 1580م إلى سنة 1020هـ المُوافقة لِسنة 1612م. كان قائدًا جديرًا وملكًا قديرًا تعدُّ فترة حُكمه عصرًا ذهبيًا في تاريخ السَّلطنة القُطبشاهيَّة ازدهر فيها العلم والأدب والفنُّ والعمران، وهو مؤسِّس «حيدرآباد» التي ما تزال واحدةً من أهمِّ حواضر الهند. كما كان شاعرًا غزيرًا كتب أشعاره بِالفارسيَّة والتيلوغويَّة والأرديَّة الدكنيَّة والعربيَّة وهو من أوائل الشُّعراء في تاريخ اللُّغة الأرديَّة.
محمد قلي قطب شاه هو الإبن الثالث لإبراهيم قلي قطب شاه والي. كان شاعرا بارعا وكتب شعره باللغات الفارسية والتيلوغوية والأردية، وباحثًا في فيهن بالإضافة الى اللغة العربية. بعد تسلمه مقاليد الحكم بنى محمد قلي مدينة حيدر آباد على الضفة الجنوبية لنهر موسي في 1591. وكان قد دعا المهندسين المعماريين من جميع أنحاء العالم لرسم المدينة القادمة، التي تم بناؤها على شكل مخطط شبكي. وقام ببناء جهار منار. وقد فارق الحياة بتاريخ 11 يناير 1612.

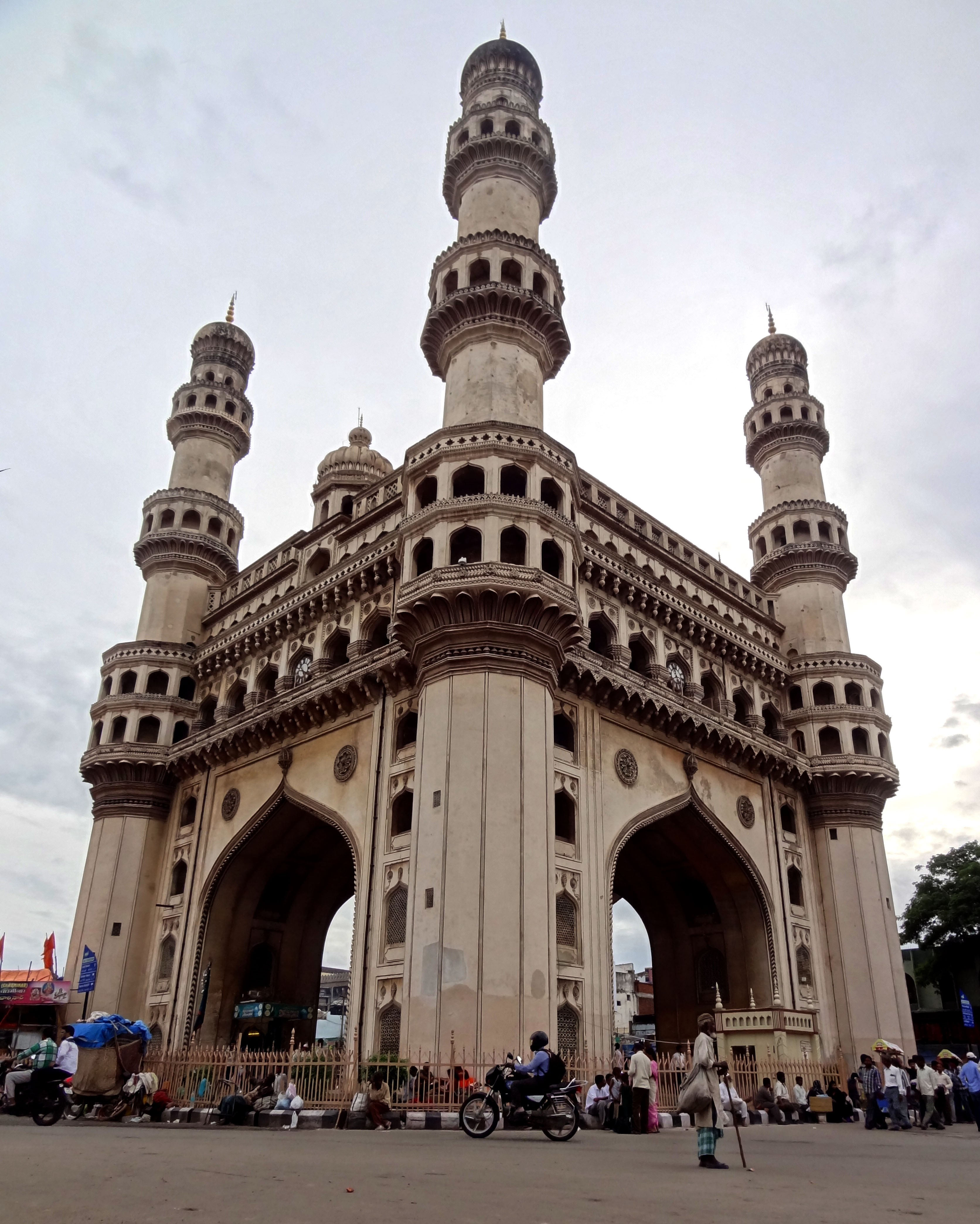
جهار منار في حيدر آباد، الهند.